# Lista okrętów United States Navy zatopionych podczas II wojny światowej
Lista okrętów Marynarki wojennej Stanów Zjednoczonych (ang. US Navy), które zostały zatopione podczas II wojny światowej (od 7 grudnia 1941 do 1 października 1945).

## Pancerniki
| Nazwa      | Lokalizacja  | Data           |
| ---------- | ------------ | -------------- |
| „Arizona”  | Pearl Harbor | 7 grudnia 1941 |
| „Oklahoma” | Pearl Harbor | 7 grudnia 1941 |

## Lotniskowce
| Nazwa                | Lokalizacja | Lokalizacja                            | Data                        |                      |
| -------------------- | ----------- | -------------------------------------- | --------------------------- | -------------------- |
| „Hornet” (CV-8)      |             | 8°38′S 166°43′E/-8,633333 166,716667   | bitwa koło wysp Santa Cruz  | 26 października 1942 |
| „Lexington” (CV-2)   |             | 15°12′S 155°27′E/-15,200000 155,450000 | bitwa na Morzu Koralowym    | 8 maja 1942          |
| „Princeton” (CVL-23) |             | 15°21′N 123°31′E/15,350000 123,516667  | bitwa w zatoce Leyte        | 24 października 1944 |
| „Wasp” (CV-7)        |             | 12°25′S 164°08′E/-12,416667 164,133333 | na południe od Guadalcanalu | 15 września 1942     |
| „Yorktown” (CV-5)    |             | 30°36′N 176°34′W/30,600000 -176,566667 | bitwa pod Midway            | 7 czerwca 1942       |

## Lotniskowce eskortowe
| Nazwa          | Lokalizacja | Lokalizacja                                                                   | Data                 |
| -------------- | ----------- | ----------------------------------------------------------------------------- | -------------------- |
| „Bismarck Sea” |             | w pobliżu Iwo Jimy                                                            | 21 lutego 1945       |
| „Block Island” |             | 31°13′N 23°03′W/31,216667 -23,050000                                          | 29 maja 1944         |
| „Gambier Bay”  |             | 11°31′N 126°12′E/11,516667 126,200000 bitwa morska o Leyte – koło wyspy Samar | 25 października 1944 |
| „Liscome Bay”  |             | 2°54′N 172°30′E/2,900000 172,500000                                           | 24 listopada 1943    |
| „Ommaney Bay”  |             | w pobliżu wyspy Panay, Filipiny                                               | 4 stycznia 1945      |
| „St. Lo”       |             | 11°13′N 126°05′E/11,216667 126,083333 bitwa morska o Leyte – koło wyspy Samar | 25 października 1944 |

## Ciężkie krążowniki
| Nazwa          | Lokalizacja | Lokalizacja                                                                     | Data              |
| -------------- | ----------- | ------------------------------------------------------------------------------- | ----------------- |
| „Astoria”      |             | bitwa koło wyspy Savo, Wyspy Salomona                                           | 9 sierpnia 1942   |
| „Chicago”      |             | 11°25′S 160°56′E/-11,416667 160,933333, bitwa koło wyspy Rennell                | 30 stycznia 1943  |
| „Houston”      |             | w pobliżu Jawy, północno-wschodni Ocean Indyjski, bitwa w Cieśninie Sundajskiej | 1 marca 1942      |
| „Indianapolis” |             | na północny wschód od wyspy Leyte, Filipiny                                     | 29 lipca 1945     |
| „Northampton”  |             | w pobliżu wyspy Savo, w archipelagu Salomona, bitwa pod Tassafarongą            | 30 listopada 1942 |
| „Quincy”       |             | w pobliżu wyspy Savo w archipelagu Salomona, bitwa koło wyspy Savo              | 9 sierpnia 1942   |
| „Vincennes”    |             | w pobliżu wyspy Savo w archipelagu Salomona, bitwa koło wyspy Savo              | 9 sierpnia 1942   |

## Lekkie krążowniki
| Nazwa     | Lokalizacja | Lokalizacja                                                       | Data              |
| --------- | ----------- | ----------------------------------------------------------------- | ----------------- |
| „Atlanta” |             | w pobliżu Lunga Point, Guadalcanal, I bitwa pod Guadalcanalem     | 13 listopada 1942 |
| „Helena”  |             | Zatoka Kula, Wyspy Salomona, bitwa w zatoce Kula                  | 6 lipca 1943      |
| „Juneau”  |             | 10°34′S 161°04′E/-10,566667 161,066667, I bitwa pod Guadalcanalem | 13 listopada 1942 |

## Niszczyciele
| Nazwa               | Lokalizacja | Lokalizacja                                                                    | Data                 |  |
| ------------------- | ----------- | ------------------------------------------------------------------------------ | -------------------- |  |
| „Aaron Ward”        |             | 9°10′S 160°12′E/-9,166667 160,200000                                           | 7 kwietnia 1943      |  |
| „Abner Read”        |             | 10°47′N 125°22′E/10,783333 125,366667                                          | 1 listopada 1944     |  |
| „Barton”            |             | w pobliżu wyspy Guadalcanal w archipelagu Salomona, I bitwa pod Guadalcanalem  | 13 listopada 1942    |  |
| „Beatty”            |             | 37°10′N 6°00′E/37,166667 6,000000                                              | 6 listopada 1943     |  |
| „Benham”            |             | w pobliżu wyspy Savo w archipelagu Salomona, II bitwa pod Guadalcanalem        | 15 listopada 1942    |  |
| „Blue”              |             | 9°17′S 160°02′E/-9,283333 160,033333                                           | 22 sierpnia 1942     |  |
| „Borie”             |             | na północ od Azorów                                                            | 1 listopada 1943     |  |
| „Bristol”           |             | 37°19′N 6°19′E/37,316667 6,316667                                              | 13 października 1943 |  |
| „Brownson”          |             | w pobliżu Nowej Brytanii                                                       | 26 grudnia 1943      |  |
| „Buck”              |             | 40°00′N 14°30′E/40,000000 14,500000                                            | 9 października 1943  |  |
| „Bush”              |             | 27°16′N 127°48′E/27,266667 127,800000                                          | 6 kwietnia 1945      |  |
| „Callaghan”         |             | 25°43′N 126°55′E/25,716667 126,916667                                          | 29 lipca 1945        |  |
| „Chevalier”         |             | w pobliżu wyspy Vella Lavella w archipelagu Salomona, bitwa koło Vella Lavella | 6 października 1943  |  |
| „Colhoun”           |             | w pobliżu Okinawy w archipelagu Riukiu                                         | 6 kwietnia 1945      |  |
| „Cooper”            |             | Ormoc Bay, wyspa Leyte, Filipiny                                               | 3 grudnia 1944       |  |
| „Corry”             |             | 49°31′N 1°11′W/49,516667 -1,183333                                             | 6 czerwca 1944       |  |
| „Cushing”           |             | w pobliżu wyspy Savo w archipelagu Salomona, I bitwa pod Guadalcanalem         | 13 listopada 1942    |  |
| „De Haven”          |             | 9°09′S 159°52′E/-9,150000 159,866667                                           | 1 lutego 1943        |  |
| „Drexler”           |             | w pobliżu Okinawy w archipelagu Riukiu                                         | 28 maja 1945         |  |
| „Duncan”            |             | w pobliżu wyspy Savo w archipelagu Salomona, bitwa koło przylądka Ésperance    | 12 października 1942 |  |
| „Edsall”            |             | 13°45′S 106°45′E/-13,750000 106,750000                                         | 1 marca 1942         |  |
| „Glennon”           |             | 50°32′N 1°12′W/50,533333 -1,200000                                             | 8 czerwca 1944       |  |
| „Gwin”              |             | 7°41′S 157°27′E/-7,683333 157,450000, bitwa koło Kolombangara                  | 13 lipca 1943        |  |
| „Halligan”          |             | 26°10′N 127°30′E/26,166667 127,500000                                          | 26 marca 1945        |  |
| „Hammann”           |             | 30°36′N 176°34′W/30,600000 -176,566667                                         | 6 czerwca 1942       |  |
| „Henley”            |             | 7°40′S 148°06′E/-7,666667 148,100000                                           | 3 października 1943  |  |
| „Hoel”              |             | 11°46′S 126°33′E/-11,766667 126,550000                                         | 25 października 1944 |  |
| „Hull”              |             | 14°57′N 127°58′E/14,950000 127,966667                                          | 18 grudnia 1944      |  |
| „Ingraham”          |             | 42°34′N 60°05′W/42,566667 -60,083333                                           | 22 sierpnia 1942     |  |
| „Jacob Jones”       |             | 38°42′N 74°39′W/38,700000 -74,650000                                           | 28 lutego 1942       |  |
| „Jarvis”            |             | w pobliżu wyspy Guadalcanal w archipelagu Salomona                             | 9 sierpnia 1942      |  |
| „Johnston”          |             | 11°46′N 126°09′E/11,766667 126,150000                                          | 25 października 1944 |  |
| „Laffey”            |             | w pobliżu wyspy Savo w archipelagu Salomona, I bitwa pod Guadalcanalem         | 13 listopada 1942    |  |
| „Lansdale”          |             | 37°03′N 3°51′E/37,050000 3,850000                                              | 20 kwietnia 1944     |  |
| „Leary”             |             | 45°N 22°W/45,000000 -22,000000                                                 | 24 grudnia 1943      |  |
| „Little”            |             | 26°24′N 126°15′E/26,400000 126,250000                                          | 3 maja 1945          |  |
| „Longshaw”          |             | 26°11′N 127°37′E/26,183333 127,616667                                          | 18 maja 1945         |  |
| „Luce”              |             | 26°35′N 127°10′E/26,583333 127,166667                                          | 4 maja 1945          |  |
| „Maddox”            |             | w pobliżu Sycylii                                                              | 10 lipca 1943        |  |
| „Mahan”             |             | Ormoc Bay, wyspa Leyte, Filipiny                                               | 7 grudnia 1944       |  |
| „Mannert L. Abele”  |             | 27°25′N 126°59′E/27,416667 126,983333                                          | 12 kwietnia 1945     |  |
| „Meredith” (DD-434) |             | w pobliżu wyspy San Cristobal w archipelagu Salomona                           | 15 października 1942 |  |
| „Meredith” (DD-726) |             | 49°33′N 1°06′W/49,550000 -1,100000                                             | 8 czerwca 1944       |  |
| „Monaghan”          |             | 14°57′N 127°58′E/14,950000 127,966667                                          | 18 grudnia 1944      |  |
| „Monssen”           |             | 9°04′S 159°54′E/-9,066667 159,900000, I bitwa pod Guadalcanalem                | 13 listopada 1942    |  |
| „Morrison”          |             | 27°10′N 127°58′E/27,166667 127,966667                                          | 4 maja 1945          |  |
| „O’Brien”           |             | w pobliżu Suva, Fidżi                                                          | 19 października 1942 |  |
| „Parrott”           |             | Norfolk, Wirginia                                                              | 2 maja 1944          |  |
| „Peary”             |             | Port Darwin, Australia                                                         | 19 lutego 1942       |  |
| „Perkins”           |             | w pobliżu Nowej Gwinei                                                         | 29 listopada 1943    |  |
| „Pillsbury”         |             | cieśnina Bali, północno-wschodni Ocean Indyjski                                | 1 marca 1942         |  |
| „Pope”              |             | Morze Jawajskie                                                                | 1 marca 1942         |  |
| „Porter”            |             | 8°32′S 167°17′E/-8,533333 167,283333                                           | 26 października 1942 |  |
| „Preston”           |             | w pobliżu wyspy Savo w archipelagu Salomona, II bitwa pod Guadalcanalem        | 15 listopada 1942    |  |
| „Pringle”           |             | 27°25′N 126°59′E/27,416667 126,983333                                          | 16 kwietnia 1945     |  |
| „Reid”              |             | 9°50′N 124°55′E/9,833333 124,916667                                            | 11 grudnia 1944      |  |
| „Reuben James”      |             | 51°59′N 27°05′W/51,983333 -27,083333                                           | 31 października 1941 |  |
| „Rowan”             |             | 40°07′N 14°18′E/40,116667 14,300000                                            | 11 września 1943     |  |
| „Sims”              |             | Morze Koralowe, bitwa na Morzu Koralowym                                       | 7 maja 1942          |  |
| „Spence”            |             | 14°57′N 127°58′E/14,950000 127,966667                                          | 18 grudnia 1944      |  |
| „Stewart”           |             | w pobliżu Surabai, Jawa, północno-wschodni Ocean Indyjski                      | 19 lutego 1942       |  |
| „Strong”            |             | Zatoka Kula, Wyspy Salomona                                                    | 5 lipca 1943         |  |
| „Sturtevant”        |             | w pobliżu Key West, Floryda                                                    | 26 kwietnia 1942     |  |
| „Truxtun”           |             | Placentia Bay, Nowa Fundlandia                                                 | 18 lutego 1942       |  |
| „Tucker”            |             | w pobliżu wyspy Espiritu Santo, Nowe Hebrydy                                   | 4 sierpnia 1942      |  |
| „Turner”            |             | w pobliżu Ambrose Light, Nowy Jork                                             | 3 stycznia 1944      |  |
| „Twiggs”            |             | 26°08′N 127°35′E/26,133333 127,583333                                          | 16 czerwca 1945      |  |
| „Walke”             |             | w pobliżu wyspy Savo w archipelagu Salomona, II bitwa pod Guadalcanalem        | 15 listopada 1942    |  |
| „Warrington”        |             | 27°N 73°W/27,000000 -73,000000                                                 | 13 września 1944     |  |
| „William D. Porter” |             | 27°06′N 127°38′E/27,100000 127,633333                                          | 10 czerwca 1945      |  |
| „Worden”            |             | wyspa Amczitka, Aleuty                                                         | 12 stycznia 1943     |  |

## Niszczyciele eskortowe
| Nazwa                | Lokalizacja | Lokalizacja                            | Data                 |  |
| -------------------- | ----------- | -------------------------------------- | -------------------- |  |
| „Eversole”           |             | 10°10′N 127°28′E/10,166667 127,466667  | 28 października 1944 |  |
| „Fechteler”          |             | 36°07′N 2°40′W/36,116667 -2,666667     | 5 maja 1944          |  |
| „Fiske”              |             | 47°11′N 33°29′W/47,183333 -33,483333   | 2 sierpnia 1944      |  |
| „Frederick C. Davis” |             | 43°52′N 40°15′W/43,866667 -40,250000   | 24 kwietnia 1945     |  |
| „Holder”             |             | Morze Śródziemne                       | 11 kwietnia 1944     |  |
| „Leopold”            |             | 58°44′N 25°50′W/58,733333 -25,833333   | 9 marca 1944         |  |
| „Oberrender”         |             | w pobliżu Okinawy w archipelagu Riukiu | 9 maja 1945          |  |
| „Rich”               |             | 49°31′N 1°10′W/49,516667 -1,166667     | 8 czerwca 1944       |  |
| „Samuel B. Roberts”  |             | w pobliżu wyspy Samar, Filipiny        | 25 października 1944 |  |
| „Shelton”            |             | 2°32′N 129°13′E/2,533333 129,216667    | 3 października 1944  |  |
| „Underhill”          |             | 19°20′N 126°42′E/19,333333 126,700000  | 24 lipca 1945        |  |

## Okręty podwodne
| Nazwa                | Lokalizacja | Lokalizacja                                               | Data                               |
| -------------------- | ----------- | --------------------------------------------------------- | ---------------------------------- |
| „Albacore”           |             | japońskie wody terytorialne                               | 7 listopada 1944                   |
| „Amberjack”          |             | w pobliżu Nowej Brytanii                                  | 16 lutego 1943                     |
| „Argonaut”           |             | w pobliżu Nowej Brytanii                                  | 10 stycznia 1943                   |
| „Barbel”             |             | w pobliżu Borneo                                          | 4 lutego 1945                      |
| „Bonefish”           |             | japońskie wody terytorialne                               | 19 czerwca 1945                    |
| „Bullhead”           |             | Morze Jawajskie                                           | 6 sierpnia 1945                    |
| „Capelin”            |             | Morze Celebes                                             | zniszczony po 2 grudnia 1943       |
| „Cisco”              |             | południowy Pacyfik                                        | 28 września 1943                   |
| „Corvina”            |             | Wyspy Marshalla                                           | 16 listopada 1943                  |
| „Darter”             |             | Palawan Passage, Filipiny                                 | 24 października 1944               |
| „Dorado”             |             | strefa Kanału Panamskiego                                 | 15 października 1943               |
| „Escolar”            |             | japońskie wody terytorialne                               | zniszczony po 17 października 1944 |
| „Flier”              |             | w pobliżu Borneo                                          | 12 sierpnia 1944                   |
| „Golet”              |             | japońskie wody terytorialne                               | 14 czerwca 1944                    |
| „Grampus”            |             | w pobliżu Nowej Brytanii                                  | 5 marca 1943                       |
| „Grayback”           |             | Wyspy Riukiu                                              | 27 lutego 1944                     |
| „Grayling”           |             | w pobliżu Filipin                                         | 9 września 1943                    |
| „Grenadier”          |             | w pobliżu Malajów                                         | 21 kwietnia 1943                   |
| „Growler”            |             | w pobliżu Filipin                                         | 8 listopada 1944                   |
| „Grunion”            |             | w pobliżu Aleutów                                         | 31 lipca 1942                      |
| „Gudgeon”            |             | Mariany                                                   | 18 kwietnia 1944                   |
| „Harder”             |             | w pobliżu Filipin                                         | 24 sierpnia 1944                   |
| „Herring”            |             | Kuryle                                                    | 1 czerwca 1944                     |
| „Kete”               |             | Riukiu                                                    | zniszczony po 20 marca 1945        |
| „Lagarto”            |             | Morze Południowochińskie                                  | 3 maja 1945                        |
| „Perch”              |             | Morze Jawajskie                                           | 3 marca 1942                       |
| „Pickerel” (SS-177)  |             | japońskie wody terytorialne                               | zniszczony po 7 kwietnia 1943      |
| „Pompano” (SS-181)   |             | japońskie wody terytorialne                               | zniszczony po 25 września 1943     |
| „R-12”               |             | w pobliżu Key West, Floryda                               | 12 czerwca 1943                    |
| „Robalo”             |             | w pobliżu Borneo                                          | 26 lipca 1944                      |
| „Runner” (SS-275)    |             | japońskie wody terytorialne                               | zniszczony po 26 czerwca 1943      |
| „S-26”               |             | Zatoka Panamska                                           | 24 stycznia 1942                   |
| „S-27”               |             | wyspa Amczitka, Aleuty                                    | 19 czerwca 1942                    |
| „S-28”               |             | w pobliżu wyspy Oʻahu, Hawaje                             | 4 lipca 1944                       |
| „S-36”               |             | Cieśnina Makasarska, północno-wschodni Ocean Indyjski     | 20 stycznia 1942                   |
| „S-39”               |             | w pobliżu wyspy Rossell, Luizjady                         | 14 sierpnia 1942                   |
| „S-44”               |             | Kuryle                                                    | 7 października 1943                |
| „Scamp”              |             | japońskie wody terytorialne                               | 11 listopada 1944                  |
| „Scorpion” (SS-278)  |             | Morze Wschodniochińskie                                   | zniszczony po 5 stycznia 1944      |
| „Sculpin”            |             | Wyspy Gilberta                                            | 19 listopada 1943                  |
| „Sealion”            |             | Cavite, Filipiny                                          | 10 grudnia 1941                    |
| „Seawolf”            |             | w pobliżu wyspy Morotai, północno-wschodni Ocean Indyjski | 4 października 1944                |
| „Shark” (SS-174)     |             | Morze Moluckie                                            | 11 lutego 1942                     |
| „Shark” (SS-314)     |             | w pobliżu Hongkongu, Chiny                                | 24 października 1944               |
| „Snook” (SS-279)     |             | w pobliżu wyspy Hajnan, Morze Południowochińskie          | zniszczony po 8 kwietnia 1945      |
| „Swordfish” (SS-193) |             | Riukiu                                                    | zniszczony po 9 stycznia 1945      |
| „Tang”               |             | Cieśnina Tajwańska                                        | 25 października 1944               |
| „Trigger”            |             | Riukiu                                                    | 28 marca 1945                      |
| „Triton”             |             | Wyspy Admiralicji                                         | 15 marca 1943                      |
| „Trout”              |             | Riukiu                                                    | 29 lutego 1944                     |
| „Tullibee”           |             | w pobliżu wysp Palau                                      | 26 marca 1944                      |
| „Wahoo”              |             | japońskie wody terytorialne                               | 11 października 1943               |

## Stawiacze min
| Nazwa         | Lokalizacja | Lokalizacja              | Data                 |
| ------------- | ----------- | ------------------------ | -------------------- |
| „Gamble”      |             | w pobliżu Iwo Jimy       | 18 lutego 1945       |
| „Miantonomah” |             | w pobliżu Hawru, Francja | 25 września 1944     |
| „Montgomery”  |             | laguna Ngulu, Karoliny   | 17 października 1944 |

## Trałowce
| Nazwa      | Lokalizacja | Lokalizacja                            | Data             |
| ---------- | ----------- | -------------------------------------- | ---------------- |
| „Bittern”  |             | Cavite, Filipiny                       | 10 grudnia 1941  |
| „Bunting”  |             | Zatoka San Francisco                   | 3 czerwca 1942   |
| „Crow”     |             | Cieśnina Puget                         | 23 sierpnia 1943 |
| „Emmons”   |             | w pobliżu Okinawy w archipelagu Riukiu | 6 kwietnia 1945  |
| „Pinch”    |             | w pobliżu wyspy Corregidor, Filipiny   | 10 kwietnia 1942 |
| „Hornbill” |             | Zatoka San Francisco                   | 30 czerwca 1942  |
| „Hovey”    |             | Zatoka Lingayen, Filipiny              | 6 stycznia 1945  |
| „Long”     |             | 16°12′N 120°11′E/16,200000 120,183333  | 6 stycznia 1945  |
| „Osprey”   |             | 50°12′N 1°20′W/50,200000 -1,333333     | 5 czerwca 1944   |
| „Palmer”   |             | Zatoka Lingayen, Filipiny              | 7 stycznia 1945  |
| „Penguin”  |             | Guam                                   | 8 grudnia 1941   |
| „Perry”    |             | w pobliżu wyspy Palau                  | 13 września 1944 |
| „Portent”  |             | 41°23′N 12°43′E/41,383333 12,716667    | 22 stycznia 1944 |
| „Quail”    |             | w pobliżu wyspy Corregidor, Filipiny   | 5 maja 1942      |
| „Salute”   |             | 5°07′N 115°04′E/5,116667 115,066667    | 8 czerwca 1945   |
| „Sentinel” |             | w pobliżu Licaty, Sycylia              | 11 lipca 1943    |
| „Skill”    |             | 40°20′N 14°35′E/40,333333 14,583333    | 25 września 1943 |
| „Skylark”  |             | 26°20′N 127°41′E/26,333333 127,683333  | 28 marca 1945    |
| „Swallow”  |             | w pobliżu Okinawy w archipelagu Riukiu | 22 kwietnia 1945 |
| „Swerve”   |             | 41°31′N 12°28′E/41,516667 12,466667    | 9 lipca 1944     |
| „Tanager”  |             | w pobliżu wyspy Corregidor, Filipiny   | 4 maja 1942      |
| „Tide”     |             | 49°37′N 1°05′W/49,616667 -1,083333     | 7 czerwca 1944   |
| „Valor”    |             | 41°28′N 70°57′W/41,466667 -70,950000   | 29 czerwca 1944  |
| „Wasmuth”  |             | w pobliżu Aleutów                      | 29 grudnia 1942  |

## Ścigacze okrętów podwodnych
| Nazwa     | Lokalizacja | Lokalizacja                                | Data              |
| --------- | ----------- | ------------------------------------------ | ----------------- |
| „PC-496”  |             | 37°23′N 9°52′W/37,383333 -9,866667         | 4 czerwca 1943    |
| „PC-558”  |             | 38°41′N 13°43′E/38,683333 13,716667        | 9/10 maja 1944    |
| „PC-815”  |             | w pobliżu San Diego                        | 11 listopada 1945 |
| „PC-1129” |             | w pobliżu Luzon, Filipiny                  | 31 stycznia 1945  |
| „PC-1261” |             | w pobliżu Francji                          | 6 czerwca 1944    |
| „PC-1603” |             | 26°25′N 127°56′E/26,416667 127,933333      | 26 maja 1945      |
| „SC-521”  |             | 11°03′S 164°50′E/-11,050000 164,833333     | 10 lipca 1945     |
| „SC-632”  |             | w pobliżu Okinawy w archipelagu Riukiu     | 16 września 1945  |
| „SC-636”  |             | w pobliżu Okinawy w archipelagu Riukiu     | 16 września 1945  |
| „SC-694”  |             | w pobliżu Palermo, Sycylia                 | 23 sierpnia 1943  |
| „SC-696”  |             | w pobliżu Palermo, Sycylia                 | 23 sierpnia 1943  |
| „SC-700”  |             | wyspa Vella Lavella w archipelagu Salomona | 10 marca 1944     |
| „SC-709”  |             | Cape Breton, Nowa Szkocja                  | 21 stycznia 1943  |
| „SC-740”  |             | 15°32′S 147°06′E/-15,533333 147,100000     | 17 czerwca 1943   |
| „SC-744”  |             | zatoka Tacloban, Filipiny                  | 27 listopada 1944 |
| „SC-751”  |             | 21°56′S 113°53′E/-21,933333 113,883333     | 22 czerwca 1943   |
| „SC-984”  |             | w pobliżu Nowych Hebrydów                  | 9 kwietnia 1944   |
| „SC-1019” |             | 22°28′N 84°30′W/22,466667 -84,500000       | 22 kwietnia 1945  |
| „SC-1024” |             | 35°12′N 74°57′W/35,200000 -74,950000       | 2 marca 1943      |
| „SC-1059” |             | Wyspy Bahama, w pobliżu Six Shilling Cays  | 11 grudnia 1944   |
| „SC-1067” |             | w pobliżu Attu, Aleuty                     | 19 listopada 1943 |

## Kanonierki
| Nazwa            | Lokalizacja | Lokalizacja                                           | Data              |
| ---------------- | ----------- | ----------------------------------------------------- | ----------------- |
| „PGM-7”          |             | Morze Bismarcka                                       | 18 lipca 1944     |
| „PGM-17”         |             | w pobliżu Okinawy w archipelagu Riukiu                | 4 maja 1945       |
| „PGM-18”         |             | 26°13′N 127°54′E/26,216667 127,900000                 | 8 kwietnia 1945   |
| „Asheville”      |             | na południe od Jawy, północno-wschodni Ocean Indyjski | 3 marca 1942      |
| „Erie”           |             | 12°03′N 68°58′W/12,050000 -68,966667                  | 12 listopada 1942 |
| „Luzon”          |             | w pobliżu wyspy Corregidor, Filipiny                  | 5 maja 1942       |
| „Mindanao”       |             | w pobliżu wyspy Corregidor, Filipiny                  | 2 maja 1942       |
| „Oahu”           |             | w pobliżu wyspy Corregidor, Filipiny                  | 4 maja 1942       |
| „Plymouth”       |             | 36°17′N 74°29′W/36,283333 -74,483333                  | 5 sierpnia 1943   |
| „St Sierpniaine” |             | 38°00′N 74°05′W/38,000000 -74,083333                  | 6 stycznia 1944   |
| „Wake”           |             | Szanghaj, Chiny                                       | 8 grudnia 1941    |
| „PE-56”          |             | Portland, Maine                                       | 23 kwietnia 1945  |

## Okręty Straży Wybrzeża
| Nazwa                | Lokalizacja | Lokalizacja                                | Data                 |
| -------------------- | ----------- | ------------------------------------------ | -------------------- |
| „CG-58012”           |             | 41°53′N 70°30′W/41,883333 -70,500000       | 2 maja 1943          |
| „CG-83415”           |             | w pobliżu Francji                          | 21 czerwca 1944      |
| „CG-83421”           |             | 26°14′N 79°05′W/26,233333 -79,083333       | 30 czerwca 1943      |
| „CG-83471”           |             | w pobliżu Francji                          | 21 czerwca 1944      |
| „Acacia”             |             | Morze Karaibskie                           | 15 marca 1942        |
| „Alexander Hamilton” |             | w pobliżu Islandii                         | 29 stycznia 1942     |
| „Bedloe”             |             | w pobliżu Cape Hatteras, Karolina Północna | 14 września 1944     |
| „Bodega”             |             | Zatoka Meksykańska                         | 20 grudnia 1943      |
| „Catamount”          |             | w pobliżu Ambrose Light, Nowy Jork         | 27 marca 1943        |
| „Dow”                |             | Morze Karaibskie                           | 15 października 1943 |
| „Escanaba”           |             | 60°50′N 52°00′W/60,833333 -52,000000       | 13 czerwca 1943      |
| „Jackson”            |             | północny Atlantyk                          | 14 września 1944     |
| „Natsek”             |             | cieśnina Belle Isle                        | 17 grudnia 1942      |
| „Vineyard Sound”     |             | Vineyard Sound, Massachusets               | 14 września 1944     |
| „Wilcox”             |             | w pobliżu Cape Hatteras, Karolina Północna | 30 września 1943     |

## Transportowce wodnosamolotów
| Nazwa      | Lokalizacja | Lokalizacja                                    | Data            |
| ---------- | ----------- | ---------------------------------------------- | --------------- |
| „Gannet”   |             | w pobliżu Bermudów                             | 7 czerwca 1942  |
| „Langley”  |             | 8°51′04,2″S 109°02′02,6″E/-8,851167 109,034056 | 27 lutego 1942  |
| „Thornton” |             | 24°24′N 128°58′E/24,400000 128,966667          | 5 kwietnia 1945 |

## Ścigacze torpedowe
| Nazwa    | Lokalizacja | Lokalizacja                                           | Data                 |
| -------- | ----------- | ----------------------------------------------------- | -------------------- |
| „PT-22”  |             | północny Pacyfik                                      | 11 czerwca 1943      |
| „PT-28”  |             | Dora Harbor, Alaska                                   | 12 stycznia 1943     |
| „PT-31”  |             | Subic Bay, Filipiny                                   | 20 stycznia 1942     |
| „PT-32”  |             | Morze Sulu                                            | 13 marca 1942        |
| „PT-33”  |             | w pobliżu Pt. Santiago, Filipiny                      | 15 grudnia 1941      |
| „PT-34”  |             | w pobliżu Cauit Island, Filipiny                      | 9 kwietnia 1942      |
| „PT-35”  |             | w pobliżu Cebu, Filipiny                              | 12 kwietnia 1942     |
| „PT-37”  |             | w pobliżu Wyspy Guadalcanal                           | 1 lutego 1943        |
| „PT-41”  |             | Lake Lanao, Mindanao, Filipiny                        | 15 kwietnia 1942     |
| „PT-43”  |             | w pobliżu Wyspy Guadalcanal                           | 10 stycznia 1943     |
| „PT-44”  |             | Na południowym Pacyfiku                               | 11 grudnia 1942      |
| „PT-63”  |             | w pobliżu Nowej Irlandii                              | 18 czerwca 1944      |
| „PT-67”  |             | w pobliżu Tufi, Nowej Gwinei                          | 17 marca 1943        |
| „PT-68”  |             | Nowa Gwinea                                           | 1 października 1943  |
| „PT-73”  |             | Filipiny                                              | 15 stycznia 1945     |
| „PT-77”  |             | w pobliżu Talin Pt., Luzon, Filipiny                  | 1 lutego 1945        |
| „PT-79”  |             | w pobliżu Talin Pt., Luzon, Filipiny                  | 1 lutego 1945        |
| „PT-107” |             | w pobliżu Nowej Irlandii                              | 18 czerwca 1944      |
| „PT-109” |             | w Blackett Straits, Salomony                          | 2 sierpnia 1943      |
| „PT-110” |             | w pobliżu Nowej Gwinei                                | 26 stycznia 1944     |
| „PT-111” |             | w pobliżu Wyspy Guadalcanal                           | 1 lutego 1943        |
| „PT-112” |             | w pobliżu Wyspy Guadalcanal                           | 10 stycznia 1943     |
| „PT-113” |             | w pobliżu Buna, Nowa Gwinea                           | 8 sierpnia 1943      |
| „PT-117” |             | Rendova Harbor, Salomony                              | 1 sierpnia 1943      |
| „PT-118” |             | Vella Lavella, Salomony                               | 7 września 1943      |
| „PT-119” |             | w pobliżu Tufi, Nowej Gwinei                          | 17 marca 1943        |
| „PT-121” |             | 5°S 151°E/-5,000000 151,000000                        | 27 marca 1944        |
| „PT-123” |             | w pobliżu Wyspy Guadalcanal                           | 1 lutego 1943        |
| „PT-133” |             | w pobliżu Nowej Gwinei                                | 15 lipca 1944        |
| „PT-135” |             | 5°29′S 152°09′E/-5,483333 152,150000                  | 12 kwietnia 1944     |
| „PT-136” |             | Vitiaz Strait, Nowa Gwinea                            | 17 września 1943     |
| „PT-145” |             | Nowa Gwinea                                           | 4 stycznia 1944      |
| „PT-147” |             | Nowa Gwinea                                           | 19 listopada 1943    |
| „PT-153” |             | Salomony                                              | 4 lipca 1943         |
| „PT-158” |             | w pobliżu Munda Pt., Salomony                         | 5 lipca 1943         |
| „PT-164” |             | In Rendova Harbor, Salomony                           | 1 sierpnia 1943      |
| „PT-165” |             | 23°45′S 166°30′E/-23,750000 166,500000                | 23 maja 1943         |
| „PT-166” |             | Salomony                                              | 20 lipca 1943        |
| „PT-172” |             | w pobliżu Vella Lavella, Salomony                     | 7 września 1943      |
| „PT-173” |             | 23°45′S 166°30′E/-23,750000 166,500000                | 23 maja 1943         |
| „PT-193” |             | 0°55′S 134°52′E/-0,916667 134,866667                  | 25 czerwca 1944      |
| „PT-200” |             | 41°N 71°W/41,000000 -71,000000                        | 22 lutego 1944       |
| „PT-202” |             | 43°23′N 6°43′E/43,383333 6,716667                     | 16 sierpnia 1944     |
| „PT-218” |             | 43°23′N 6°43′E/43,383333 6,716667                     | 16 sierpnia 1944     |
| „PT-219” |             | w pobliżu Attu, Aleuty                                | wrzesień 1943        |
| „PT-239” |             | Salomony                                              | 14 grudnia 1943      |
| „PT-247” |             | 6°38′S 156°01′E/-6,633333 156,016667                  | 5 maja 1944          |
| „PT-251” |             | w pobliżu Wysp Bougainville, Salomony                 | 26 lutego 1944       |
| „PT-279” |             | w pobliżu Wysp Bougainville, Salomony                 | 11 lutego 1944       |
| „PT-283” |             | w pobliżu Wysp Bougainville, Salomony                 | 17 marca 1944        |
| „PT-300” |             | w pobliżu Mindoro, Filipiny                           | 18 grudnia 1944      |
| „PT-301” |             | w pobliżu Nowej Gwinei                                | 7 listopada 1944     |
| „PT-311” |             | 43°N 9°E/43,000000 9,000000                           | 18 listopada 1944    |
| „PT-320” |             | w pobliżu Leyte, Filipiny                             | 5 listopada 1944     |
| „PT-321” |             | San Isidoro Bay, Filipiny                             | 11 listopada 1944    |
| „PT-322” |             | w pobliżu Nowej Gwinei                                | 23 listopada 1944    |
| „PT-323” |             | 10°33′N 125°14′E/10,550000 125,233333                 | 10 grudnia 1944      |
| „PT-337” |             | Hansa Bay, Nowa Gwinea                                | 7 marca 1944         |
| „PT-338” |             | 12°06′N 121°23′E/12,100000 121,383333                 | 28 stycznia 1945     |
| „PT-339” |             | w pobliżu Biak, Nowa Gwinea                           | 27 maja 1944         |
| „PT-346” |             | w pobliżu Nowej Brytanii                              | 29 kwietnia 1944     |
| „PT-347” |             | w pobliżu Nowej Brytanii                              | 29 kwietnia 1944     |
| „PT-353” |             | 5°S 151°E/-5,000000 151,000000                        | 27 marca 1944        |
| „PT-363” |             | Kaoe Bay, Halmahera, północno-wschodni Ocean Indyjski | 25 listopada 1944    |
| „PT-368” |             | w pobliżu Halmahera, północno-wschodni Ocean Indyjski | 11 października 1944 |
| „PT-371” |             | 2°05′N 127°51′E/2,083333 127,850000                   | 19 września 1944     |
| „PT-493” |             | w Surigao Strait, Filipiny                            | 25 października 1944 |
| „PT-509” |             | kanał La Manche                                       | 9 sierpnia 1944      |
| „PT-555” |             | w pobliżu Cape Couronnne, Morze Śródziemne            | 23 sierpnia 1944     |

## Okręty desantowe do przewozu czołgów
| Nazwa     | Lokalizacja | Lokalizacja                                        | Data                 |
| --------- | ----------- | -------------------------------------------------- | -------------------- |
| „LST-6”   |             | na rzece Seine, Francja                            | 18 listopada 1944    |
| „LST-43”  |             | Pearl Harbor                                       | 21 maja 1944         |
| „LST-69”  |             | Pearl Harbor                                       | 21 maja 1944         |
| „LST-158” |             | w pobliżu Licata, Sycylia                          | 11 lipca 1943        |
| „LST-167” |             | w Vella Lavella                                    | 25 września 1943     |
| „LST-179” |             | Pearl Harbor                                       | 21 maja 1944         |
| „LST-203” |             | w pobliżu Nanumea, Union Islands                   | 1 października 1943  |
| „LST-228” |             | na Azorach                                         | 20 stycznia 1944     |
| „LST-282” |             | w pobliżu południowej Francji                      | 15 sierpnia 1944     |
| „LST-313” |             | koło Gela, Sycylia                                 | 10 lipca 1943        |
| „LST-314” |             | 49°43′N 0°52′W/49,716667 -0,866667                 | 9 czerwca 1944       |
| „LST-318” |             | w pobliżu Caronia, Sycylia                         | 9 sierpnia 1943      |
| „LST-333” |             | 36°59′N 4°01′E/36,983333 4,016667                  | 22 czerwca 1943      |
| „LST-342” |             | 9°03′S 158°11′E/-9,050000 158,183333               | 18 lipca 1943        |
| „LST-348” |             | 40°57′N 13°14′E/40,950000 13,233333                | 20 lutego 1944       |
| „LST-349” |             | w pobliżu Ponza, Włochy                            | 26 lutego 1944       |
| „LST-353” |             | Pearl Harbor                                       | 21 maja 1944         |
| „LST-359” |             | 42°N 19°W/42,000000 -19,000000                     | 20 grudnia 1944      |
| „LST-376” |             | w pobliżu północnej Francji                        | 9 czerwca 1944       |
| „LST-396” |             | 8°18′S 156°55′E/-8,300000 156,916667               | 18 sierpnia 1943     |
| „LST-447” |             | 26°09′N 127°18′E/26,150000 127,300000              | 6 kwietnia 1945      |
| „LST-448” |             | w pobliżu Vella Lavella, Salomony                  | 1 października 1943  |
| „LST-460” |             | 11°10′N 121°11′E/11,166667 121,183333              | 21 grudnia 1944      |
| „LST-472” |             | w pobliżu Mindoro, Filipiny                        | 15 grudnia 1944      |
| „LST-480” |             | Pearl Harbor                                       | 21 maja 1944         |
| „LST-493” |             | 50°20′N 4°09′W/50,333333 -4,150000                 | 12 kwietnia 1945     |
| „LST-496” |             | w pobliżu północnej Francji                        | 11 czerwca 1944      |
| „LST-499” |             | w pobliżu północnej Francji                        | 8 czerwca 1944       |
| „LST-507” |             | 50°29′N 2°52′W/50,483333 -2,866667                 | 28 kwietnia 1944     |
| „LST-523” |             | w pobliżu północnej Francji                        | 19 czerwca 1944      |
| „LST-531” |             | 50°29′N 2°52′W/50,483333 -2,866667                 | 28 kwietnia 1944     |
| „LST-563” |             | Clipperton Island, na południowy zachód od Meksyku | 22 grudnia 1944      |
| „LST-577” |             | 8°01′N 130°22′E/8,016667 130,366667                | 11 lutego 1945       |
| „LST-675” |             | w pobliżu Okinawy                                  | 4 kwietnia 1945      |
| „LST-738” |             | w pobliżu Mindoro, Filipiny                        | 15 grudnia 1944      |
| „LST-749” |             | 11°10′N 121°11′E/11,166667 121,183333              | 21 grudnia 1944      |
| „LST-750” |             | w pobliżu Negros, Filipiny                         | 28 grudnia 1944      |
| „LST-808” |             | w pobliżu Ie Shima                                 | 20 maja 1945         |
| „LST-906” |             | koło Leghorn, Włochy                               | 18 października 1944 |
| „LST-921” |             | w kanale La Manche                                 | 14 sierpnia 1944     |

## Średnie okręty desantowe piechoty
| Nazwa     | Lokalizacja | Lokalizacja                           | Data            |
| --------- | ----------- | ------------------------------------- | --------------- |
| „LSM-12”  |             | w pobliżu Okinawy                     | 4 kwietnia 1945 |
| „LSM-20”  |             | 10°12′N 125°19′E/10,200000 125,316667 | 5 grudnia 1944  |
| „LSM-59”  |             | w pobliżu Okinawy                     | 21 czerwca 1945 |
| „LSM-135” |             | w pobliżu Okinawy                     | 25 maja 1945    |
| „LSM-149” |             | w Sansapor, Nowa Gwinea               | 5 grudnia 1944  |
| „LSM-190” |             | 26°35′N 127°10′E/26,583333 127,166667 | 4 maja 1945     |
| „LSM-194” |             | w pobliżu Okinawy                     | 4 maja 1945     |
| „LSM-195” |             | w pobliżu Okinawy                     | 3 maja 1945     |
| „LSM-318” |             | 10°56′N 124°38′E/10,933333 124,633333 | 7 grudnia 1944  |

## Jednostki do przewozu czołgów
| Nazwa      | Lokalizacja | Lokalizacja                            | Data                 |
| ---------- | ----------- | -------------------------------------- | -------------------- |
| „LCT-19”   |             | w pobliżu Salerno, Włochy              | 15 września 1943     |
| „LCT-21”   |             | w pobliżu Oranu                        | 1 stycznia 1943      |
| „LCT-23”   |             | koło Algieru                           | 3 maja 1943          |
| „LCT-25”   |             | w pobliżu północnej Francji            | 6 czerwca 1944       |
| „LCT-26”   |             | 41°04′N 13°30′E/41,066667 13,500000    | 25 lutego 1944       |
| „LCT-27”   |             | w pobliżu północnej Francji            | 6 czerwca 1944       |
| „LCT-28”   |             | na Morzu Śródziemnym                   | 30 maja 1943         |
| „LCT-30”   |             | w pobliżu północnej Francji            | 6 czerwca 1944       |
| „LCT-35”   |             | w pobliżu Anzio, Włochy                | 15 lutego 1944       |
| „LCT-36”   |             | w pobliżu Neapolu, Włochy              | 26 lutego 1944       |
| „LCT-66”   |             | w Pearl Harbor                         | 12 kwietnia 1945     |
| „LCT-71”   |             | 53°38′N 146°05′W/53,633333 -146,083333 | 11 września 1943     |
| „LCT-147”  |             | w pobliżu północnej Francji            | Czerwiec 1944        |
| „LCT-154”  |             | 37°08′N 10°58′E/37,133333 10,966667    | 31 sierpnia 1943     |
| „LCT-175”  |             | 4°27′N 133°40′E/4,450000 133,666667    | 21 lutego 1945       |
| „LCT-182”  |             | Salomony                               | 7 sierpnia 1944      |
| „LCT-185”  |             | w pobliżu Bizerty, Tunezja             | 24 stycznia 1944     |
| „LCT-196”  |             | w pobliżu Salerno, Włochy              | 27 września 1943     |
| „LCT-197”  |             | w pobliżu północnej Francji            | 6 czerwca 1944       |
| „LCT-200”  |             | w pobliżu północnej Francji            | czerwiec 1944        |
| „LCT-208”  |             | w pobliżu Algierii                     | 20 czerwca 1943      |
| „LCT-209”  |             | w pobliżu północnej Francji            | 10 czerwca 1944      |
| „LCT-215”  |             | w pobliżu Salerno, Włochy              | 1943                 |
| „LCT-220”  |             | koło Anzio, Włochy                     | 13 lutego 1944       |
| „LCT-241”  |             | w pobliżu Salerno, Włochy              | 15 września 1943     |
| „LCT-242”  |             | w pobliżu Neapol, Włochy               | 2 grudnia 1943       |
| „LCT-244”  |             | w pobliżu północnej Francji            | 8 czerwca 1944       |
| „LCT-253”  |             | koło Tarawy                            | 21 stycznia 1945     |
| „LCT-293”  |             | w Kanale La Manche                     | 11 października 1944 |
| „LCT-294”  |             | w pobliżu północnej Francji            | 6 czerwca 1944       |
| „LCT-305”  |             | w pobliżu północnej Francji            | 6 czerwca 1944       |
| „LCT-311”  |             | w pobliżu Bizerty, Tunezja             | 9 sierpnia 1943      |
| „LCT-315”  |             | w atolu Eniwetok                       | 23 marca 1944        |
| „LCT-319”  |             | w Kiska                                | 27 sierpnia 1943     |
| „LCT-332”  |             | w pobliżu północnej Francji            | 6 czerwca 1944       |
| „LCT-340”  |             | 36°49′N 11°55′E/36,816667 11,916667    | 9 lutego 1944        |
| „LCT-342”  |             | w pobliżu Salerno, Włochy              | 29 września 1943     |
| „LCT-352”  |             | W Pearl Harbor                         | 12 kwietnia 1945     |
| „LCT-362”  |             | w pobliżu północnej Francji            | 6 czerwca 1944       |
| „LCT-364”  |             | w pobliżu północnej Francji            | 6 czerwca 1944       |
| „LCT-366”  |             | 53°01′N 152°00′W/53,016667 -152,000000 | 9 września 1943      |
| „LCT-413"  |             | w pobliżu północnej Francji            | czerwiec 1944        |
| „LCT-458”  |             | w pobliżu północnej Francji            | 7 czerwca 1944       |
| „LCT-459”  |             | w pobliżu zachodniej Francji           | 19 września 1944     |
| „LCT-486”  |             | w pobliżu północnej Francji            | 7 czerwca 1944       |
| „LCT-496"  |             | kanał La Manche                        | 2 października 1943  |
| „LCT-548”  |             | w Portsmouth, Anglia                   | październik 1944     |
| „LCT-555”  |             | w pobliżu północnej Francji            | 6 czerwca 1944       |
| „LCT-572”  |             | w pobliżu północnej Francji            | Czerwiec 1944        |
| „LCT-579”  |             | w pobliżu Palau                        | 4 października 1944  |
| „LCT-582”  |             | na Azorach                             | 22 stycznia 1944     |
| „LCT-593”  |             | w pobliżu północnej Francji            | 6 czerwca 1944       |
| „LCT-597”  |             | w pobliżu północnej Francji            | 6 czerwca 1944       |
| „LCT-612”  |             | w pobliżu północnej Francji            | 6 czerwca 1944       |
| „LCT-703”  |             | w pobliżu północnej Francji            | 6 czerwca 1944       |
| „LCT-713”  |             | w pobliżu północnej Francji            | czerwiec 1944        |
| „LCT-714”  |             | w pobliżu północnej Francji            | czerwiec 1944        |
| „LCT-777”  |             | w pobliżu północnej Francji            | 6 czerwca 1944       |
| „LCT-823”  |             | w pobliżu Palau                        | 27 września 1944     |
| „LCT-961”  |             | Pearl Harbor                           | 21 maja 1944         |
| „LCT-963”  |             | Pearl Harbor                           | 21 maja 1944         |
| „LCT-983”  |             | Pearl Harbor                           | 21 maja 1944         |
| „LCT-984”  |             | 20°N 157°W/20,000000 -157,000000       | 15 maja 1944         |
| „LCT-988”  |             | 20°N 157°W/20,000000 -157,000000       | 15 maja 1944         |
| „LCT-995”  |             | na Guam                                | 21 kwietnia 1945     |
| „LCT-1029” |             | na Iwo Jima                            | 2 marca 1945         |
| „LCT-1050” |             | w pobliżu Ie Shima, Ryūkyū             | 27 lipca 1945        |
| „LCT-1075” |             | w pobliżu Leyte, Filipiny              | 10 grudnia 1944      |
| „LCT-1090” |             | w pobliżu Luzonu, Filipiny             | 26 marca 1945        |
| „LCT-1151” |             | 1°00′N 138°36′E/1,000000 138,600000    | 26 stycznia 1945     |
| „LCT-1358” |             | w pobliżu Kalifornii                   | 4 maja 1945          |

## Jednostki do przewozu piechoty
| Nazwa      | Lokalizacja | Lokalizacja                           | Data                 |
| ---------- | ----------- | ------------------------------------- | -------------------- |
| „LCI-1”    |             | W Bizercie, Tunezja                   | 17 sierpnia 1943     |
| „LCI-20”   |             | w pobliżu Anzio, Włochy               | 22 stycznia 1944     |
| „LCI-32”   |             | w pobliżu Anzio, Włochy               | 26 stycznia 1944     |
| „LCI-82”   |             | w pobliżu Okinawy                     | 4 kwietnia 1945      |
| „LCI-85”   |             | w pobliżu północnej Francji           | 6 czerwca 1944       |
| „LCI-91”   |             | w pobliżu północnej Francji           | 6 czerwca 1944       |
| „LCI-92”   |             | w pobliżu północnej Francji           | 6 czerwca 1944       |
| „LCI-93”   |             | w pobliżu północnej Francji           | 6 czerwca 1944       |
| „LCI-219”  |             | w pobliżu północnej Francji           | 11 czerwca 1944      |
| „LCI-232”  |             | w pobliżu północnej Francji           | 6 czerwca 1944       |
| „LCI-339”  |             | w pobliżu Nowej Gwinei                | 4 września 1943      |
| „LCI-365”  |             | w pobliżu Luzon, Filipiny             | 10 stycznia 1945     |
| „LCI-459”  |             | w pobliżu Palau                       | 19 września 1944     |
| „LCI-468”  |             | 13°28′N 148°18′E/13,466667 148,300000 | 17 czerwca 1944      |
| „LCI-474”  |             | w pobliżu Iwo Jimy                    | 17 lutego 1945       |
| „LCI-497”  |             | w pobliżu północnej Francji           | 6 czerwca 1944       |
| „LCI-553”  |             | w pobliżu północnej Francji           | 6 czerwca 1944       |
| „LCI-600”  |             | W Ulithi, Karoliny                    | 12 stycznia 1945     |
| „LCI-684”  |             | w pobliżu Samar, Filipiny             | 12 listopada 1944    |
| „LCI-974”  |             | 16°06′N 120°14′E/16,100000 120,233333 | 10 stycznia 1945     |
| „LCI-1065” |             | w pobliżu Leyte, Filipiny             | 24 października 1944 |

## Barki desantowe wsparcia
| Nazwa     | Lokalizacja | Lokalizacja                           | Data             |
| --------- | ----------- | ------------------------------------- | ---------------- |
| „LCS-7”   |             | w pobliżu Luzonu, Filipiny            | 16 lutego 1945   |
| „LCS-15”  |             | 27°20′N 127°10′E/27,333333 127,166667 | 22 kwietnia 1945 |
| „LCS-26”  |             | w pobliżu Luzonu, Filipiny            | 16 lutego 1945   |
| „LCS-33”  |             | w pobliżu Okinawy                     | 12 kwietnia 1945 |
| „LCS-49”  |             | w pobliżu Luzonu, Filipiny            | 16 lutego 1945   |
| „LCS-127” |             | w pobliżu Kalifornii                  | 5 marca 1945     |

## Holowniki
| Nazwa       | Lokalizacja | Lokalizacja                          | Data                 |
| ----------- | ----------- | ------------------------------------ | -------------------- |
| „ATR-15”    |             | 49' N, 00°26' W                      | 19 czerwca 1944      |
| „ATR-98”    |             | 44°05′N 24°08′W/44,083333 -24,133333 | 12 kwietnia 1944     |
| „Genesee”   |             | Corregidor, Filipiny                 | 5 maja 1942          |
| „Grebe”     |             | Na południe od wysp Fidżi            | 5 grudnia 1942       |
| „Napa”      |             | Bataan, Filipiny                     | 8 kwietnia 1942      |
| „Nauset”    |             | 40°38′N 14°38′E/40,633333 14,633333  | 9 września 1943      |
| „Navajo”    |             | w pobliżu Nowych Hebrydów            | 11 września 1943     |
| „Partridge” |             | w pobliżu północnej Francji          | 11 czerwca 1944      |
| „Seminole”  |             | w pobliżu wyspy Tulagi, Salomony     | 25 października 1942 |
| „Sonoma”    |             | Leyte, Filipiny                      | 24 października 1944 |

## Tankowce
| Nazwa          | Lokalizacja | Lokalizacja                            | Data              |
| -------------- | ----------- | -------------------------------------- | ----------------- |
| „Kanawha”      |             | 9°10′S 160°12′E/-9,166667 160,200000   | 7 kwietnia 1943   |
| „Mississinewa” |             | 10°06′N 139°43′E/10,100000 139,716667  | 20 listopada 1944 |
| „Neches”       |             | 21°01′N 160°06′W/21,016667 -160,100000 | 23 stycznia 1942  |
| „Neosho”       |             | Morze Koralowe                         | 7 maja 1942       |
| „Pecos”        |             | 14°30′S 106°30′E/-14,500000 106,500000 | 1 marca 1942      |
| „Sheepscot"    |             | w pobliżu Iwo Jimy                     | 6 czerwca 1945    |

## Okręty transportowe żołnierzy
| Nazwa               | Lokalizacja | Lokalizacja                           | Data              |  |
| ------------------- | ----------- | ------------------------------------- | ----------------- |  |
| „APC-21”            |             | w pobliżu Nowej Brytanii              | 17 grudnia 1943   |  |
| „APC-35”            |             | w pobliżu New Georgia, Salomony       | 22 września 1943  |  |
| „Barry”             |             | w pobliżu Okinawy                     | 25 maja 1945      |  |
| „Bates”             |             | w pobliżu Okinawy                     | 25 maja 1945      |  |
| „Colhoun”           |             | 9°24′S 160°01′E/-9,400000 160,016667  | 30 sierpnia 1942  |  |
| „Dickerson”         |             | w pobliżu Okinawy                     | 2 kwietnia 1945   |  |
| „Edward Rutledge”   |             | w pobliżu Maroka                      | 12 listopada 1942 |  |
| „George F. Elliott” |             | w pobliżu Wyspy Guadalcanal           | 8 sierpnia 1942   |  |
| „Gregory”           |             | w pobliżu Wyspy Guadalcanal           | 5 września 1942   |  |
| „Hugh L. Scott”     |             | w pobliżu Maroka                      | 12 listopada 1942 |  |
| „John Penn”         |             | w pobliżu Wyspy Guadalcanal           | 13 sierpnia 1943  |  |
| „Joseph Hewes”      |             | w pobliżu Maroka                      | 11 listopada 1942 |  |
| „Leedstown”         |             | w pobliżu Algieru                     | 9 listopada 1942  |  |
| „Little”            |             | Salomony                              | 5 września 1942   |  |
| „McCawley”          |             | 8°25′S 157°28′E/-8,416667 157,466667  | 30 czerwca 1943   |  |
| „McKean”            |             | 6°31′S 154°52′E/-6,516667 154,866667  | 17 listopada 1943 |  |
| „Noa”               |             | 71°00′N 134°30′E/71,000000 134,500000 | 12 września 1944  |  |
| „Susan B. Anthony”  |             | 49°32′N 0°48′W/49,533333 -0,800000    | 7 czerwca 1944    |  |
| „Tasker H. Bliss”   |             | w pobliżu Maroka                      | 12 listopada 1942 |  |
| „Thomas Stone”      |             | 37°31′N 0°00′E/37,516667 0,000000     | 7 listopada 1942  |  |
| „Ward”              |             | 10°51′N 124°32′E/10,850000 124,533333 | 7 grudnia 1944    |  |

## Okręty patrolowe (District)
| Nazwa    | Lokalizacja | Lokalizacja                             | Data                 |
| -------- | ----------- | --------------------------------------- | -------------------- |
| „YP-16”  |             | Filipiny                                | Grudzień 1941        |
| „YP-17”  |             | Filipiny                                | Grudzień 1941        |
| „YP-26”  |             | w strefie Kanału Panamskiego            | 19 listopada 1942    |
| „YP-47”  |             | w pobliżu Staten Island, New York       | 26 kwietnia 1943     |
| „YP-72”  |             | w pobliżu Adak, Aleuty                  | 22 lutego 1943       |
| „YP-73”  |             | w Kodiak Harbor, Alaska                 | 15 stycznia 1945     |
| „YP-74”  |             | 54°23′N 164°10′W/54,383333 -164,166667  | 6 września 1942      |
| „YP-77”  |             | w pobliżu atlantyckiego wybrzeża USA    | 28 kwietnia 1942     |
| „YP-88”  |             | w pobliżu Amchitka, Aleuty              | 28 października 1943 |
| „YP-94”  |             | 56°32′N 154°22′W/56,533333 -154,366667  | 18 lutego 1945       |
| „YP-95”  |             | w pobliżu Adak, Aleuty                  | 1 maja 1944          |
| „YP-97”  |             | Filipiny                                | Marzec 1942          |
| „YP-128” |             | w pobliżu Monterey, Kalifornia          | 30 czerwca 1942      |
| „YP-183” |             | Zachodnie wybrzeże Hawajów              | 12 stycznia 1943     |
| „YP-205” |             | 18°30′N 65°00′W/18,500000 -65,000000    | 1 listopada 1942     |
| „YP-235” |             | w Zatoce Meksykańskiej                  | 1 kwietnia 1943      |
| „YP-270” |             | 25°30′N 112°06′W/25,500000 -112,100000  | 30 czerwca 1942      |
| „YP-277” |             | Na wschód od Hawajów                    | 23 maja 1942         |
| „YP-279” |             | w pobliżu Townsville, Australia         | 5 września 1943      |
| „YP-281” |             | 16°53′S 177°18′W/-16,883333 -177,300000 | 9 stycznia 1944      |
| „YP-284” |             | w pobliżu Wyspy Guadalcanal             | 25 października 1942 |
| „YP-331” |             | 24°56′N 81°58′W/24,933333 -81,966667    | 23 marca 1944        |
| „YP-336” |             | Na rzece Delaware                       | 23 lutego 1943       |
| „YP-345” |             | na południowy wschód od Midway          | 31 października 1942 |
| „YP-346” |             | Na południowym Pacyfiku                 | 9 września 1942      |
| „YP-383” |             | 8°22′N 79°29′W/8,366667 -79,483333      | 24 listopada 1944    |
| „YP-387” |             | 39°N 75°W/39,000000 -75,000000          | 20 maja 1942         |
| „YP-389” |             | w pobliżu Cape Hatteras                 | 19 czerwca 1942      |
| „YP-405” |             | Na Morzu Karaibskim                     | 20 listopada 1942    |
| „YP-422” |             | w pobliżu Nowej Kaledonii               | 23 kwietnia 1943     |
| „YP-426” |             | 31°59′N 80°48′W/31,983333 -80,800000    | 16 grudnia 1943      |
| „YP-438” |             | w Port Everglades, Fla                  | 20 marca 1943        |
| „YP-453” |             | Na Bahamach                             | 15 kwietnia 1943     |
| „YP-481” |             | W Charleston, S. C.                     | 25 kwietnia 1943     |
| „YP-492” |             | w pobliżu wschodniej Florydy            | 8 stycznia 1943      |
| „YP-577” |             | Wielkie Jeziora                         | 23 stycznia 1943     |

## Okręty patrolowe (Miscellaneous)
| Nazwa           | Lokalizacja | Lokalizacja                            | Data                 |
| --------------- | ----------- | -------------------------------------- | -------------------- |
| „YA-52”         |             | Filipiny                               | 1942                 |
| „YA-59”         |             | Filipiny                               | 1942                 |
| „YA-65”         |             | Filipiny                               | 1942                 |
| „Yag 2”         |             | Filipiny                               | 1942                 |
| „Yag 3”         |             | Filipiny                               | 1942                 |
| „Yag 4”         |             | Filipiny                               | 1942                 |
| „Yag 17”        |             | 36°57′N 76°13′W/36,950000 -76,216667   | 14 września 1944     |
| „YC-178”        |             | Filipiny                               | 1942                 |
| „YC-181”        |             | Filipiny                               | 1942                 |
| „YC-523”        |             | w pobliżu Portsmouth, N.H.             | 24 lutego 1944       |
| „YC-537”        |             | Filipiny                               | 1942                 |
| „YC-643”        |             | Filipiny                               | 1942                 |
| „YC-644”        |             | Filipiny                               | 1942                 |
| „YC-646”        |             | Filipiny                               | 1942                 |
| „YC-647”        |             | Filipiny                               | 1942                 |
| „YC-648”        |             | Filipiny                               | 1942                 |
| „YC-649”        |             | Filipiny                               | 1942                 |
| „YC-652”        |             | Filipiny                               | 1942                 |
| „YC-653”        |             | Filipiny                               | 1942                 |
| „YC-654”        |             | Filipiny                               | 1942                 |
| „YC-664”        |             | Guam                                   | 1942                 |
| „YC-665”        |             | Guam                                   | 1942                 |
| „YC-666”        |             | Guam                                   | 1942                 |
| „YC-667”        |             | Guam                                   | 1942                 |
| „YC-668”        |             | Guam                                   | 1942                 |
| „YC-669”        |             | Filipiny                               | 1942                 |
| „YC-670”        |             | Guam                                   | 1942                 |
| „YC-671”        |             | Guam                                   | 1942                 |
| „YC-672”        |             | Guam                                   | 1942                 |
| „YC-673”        |             | Guam                                   | 1942                 |
| „YC-674”        |             | Guam                                   | 1942                 |
| „YC-683”        |             | Filipiny                               | 1942                 |
| „YC-685”        |             | Guam                                   | 1942                 |
| „YC-693”        |             | Alaska                                 | Luty 1945            |
| „YC-714”        |             | Filipiny                               | 1942                 |
| „YC-715”        |             | Filipiny                               | 1942                 |
| „YC-716”        |             | Filipiny                               | 1942                 |
| „YC-717”        |             | Guam                                   | 1942                 |
| „YC-718”        |             | Guam                                   | 1942                 |
| „YC-857”        |             | w pobliżu Cape Cod, Mass.              | 12 listopada 1943    |
| „YC-869”        |             | w pobliżu Imperial Beach, Calif.       | 23 marca 1943        |
| „YC-886”        |             | Guantanamo                             | 3 lutego 1943        |
| „YC-887”        |             | Guantanamo                             | 3 lutego 1943        |
| „YC-891”        |             | w pobliżu Key West, Fla.               | 18 kwietnia 1943     |
| „YC-898”        |             | w pobliżu Key West, Fla.               | 29 września 1942     |
| „YC-899”        |             | w pobliżu Key West, Fla.               | 29 września 1942     |
| „YC-912”        |             | Na północnym Pacyfiku                  | 13 stycznia 1945     |
| „YC-961”        |             | w pobliżu wyspy Biorka                 | maj 1945             |
| „YC-970”        |             | w Puget Sound, Washington              | 14 sierpnia 1943     |
| „YC-1272”       |             | w pobliżu San Pedro                    | czerwiec 1945        |
| „YC-1278”       |             | w pobliżu atlantyckiego wybrzeża USA   | 10 marca 1943        |
| „YCF-23”        |             | W drodze do Eniwetok                   | marzec 1945          |
| „YCF-29”        |             | W drodze do Eniwetok                   | marzec 1945          |
| „YCF-36”        |             | W drodze do Eniwetok                   | marzec 1945          |
| „YCF-37”        |             | W drodze do Eniwetok                   | marzec 1945          |
| „YCF-42”        |             | 34°47′N 75°05′W/34,783333 -75,083333   | grudzień 1944        |
| „YCF-59”        |             | w pobliżu Delaware                     | styczeń 1945         |
| „YCK-1”         |             | wyspa Wake                             | 1942                 |
| „YCK-2”         |             | 45°47′N 58°57′W/45,783333 -58,950000   | 5 listopada 1943     |
| „YCK-8”         |             | w pobliżu Key West, Floryda            | 13 grudnia 1943      |
| „YD-19”         |             | Filipiny                               | 1942                 |
| „YD-47”         |             | Filipiny                               | 1942                 |
| „YD-56”         |             | Filipiny                               | 1942                 |
| „YD-60”         |             | Filipiny                               | 1942                 |
| „YDG-4”         |             | w pobliżu Nowej Kaledonii              | 1 października 1943  |
| „YF-86”         |             | Filipiny                               | 1942                 |
| „YF-177”        |             | Filipiny                               | 1942                 |
| „YF-178”        |             | Filipiny                               | 1942                 |
| „YF-179”        |             | Filipiny                               | 1942                 |
| „YF-180”        |             | Filipiny                               | 1942                 |
| „YF-181”        |             | Filipiny                               | 1942                 |
| „YF-212”        |             | Filipiny                               | 1942                 |
| „YF-223”        |             | Filipiny                               | 1942                 |
| „YF-224”        |             | Filipiny                               | 1942                 |
| „YF-230”        |             | Filipiny                               | 1942                 |
| „YF-317”        |             | Filipiny                               | 1942                 |
| „YF-401”        |             | 35°07′N 69°00′W/35,116667 -69,000000   | 20 czerwca 1943      |
| „YF-415”        |             | 42°24′N 70°36′W/42,400000 -70,600000   | 11 maja 1944         |
| „YF-487”        |             | Na Karaibach                           | 18 lipca 1943        |
| „YF-575”        |             | w pobliżu Atlantic City, USA           | 6 maja 1943          |
| „YF-579”        |             | w San Francisco                        | 20 września 1943     |
| „YF-724”        |             | OffFarallones                          | 22 marca 1945        |
| „YF-725”        |             | OffFarallones                          | 22 marca 1945        |
| „YF-777”        |             | w Eniwetok                             | 6 sierpnia 1945      |
| „YF-926”        |             | W drodze do Pearl Harbor               | 8 marca 1945         |
| „San Felipe”    |             | Filipiny                               | 1942                 |
| „Santa Rita”    |             | Filipiny                               | 1942                 |
| „Rosal”         |             | Filipiny                               | 1942                 |
| „Camia”         |             | Filipiny                               | 1942                 |
| „Dapdap”        |             | Filipiny                               | 1942                 |
| „Rivera”        |             | Filipiny                               | 1942                 |
| „Magdalena”     |             | Filipiny                               | 1942                 |
| „Yacal”         |             | Filipiny                               | 1942                 |
| „Dewey Drydock” |             | Bataan, Filipiny                       | 10 kwietnia 1942     |
| „YFD-20”        |             | w pobliżu Kalifornii                   | 31 stycznia 1943     |
| „YG-39”         |             | 10°10′N 79°51′W/10,166667 -79,850000   | 27 września 1944     |
| „YG-44”         |             | W Pearl Harbor                         | 7 lutego 1945        |
| „YM-4”          |             | Filipiny                               | 1942                 |
| „YM-13”         |             | Guam                                   | 1942                 |
| „YMS-14”        |             | W porcie bostońskim                    | 11 stycznia 1945     |
| „YMS-19”        |             | w pobliżu Palau                        | 24 września 1944     |
| „YMS-21”        |             | 43°06′N 5°54′E/43,100000 5,900000      | 1 września 1944      |
| „YMS-24”        |             | 43°23′N 6°43′E/43,383333 6,716667      | 16 sierpnia 1944     |
| „YMS-30”        |             | 41°23′N 12°45′E/41,383333 12,750000    | 25 stycznia 1944     |
| „YMS-39”        |             | 1°19′S 116°49′E/-1,316667 116,816667   | 26 czerwca 1945      |
| „YMS-48”        |             | 14°25′N 120°34′E/14,416667 120,566667  | 14 lutego 1945       |
| „YMS-50”        |             | w pobliżu Jawy                         | 18 czerwca 1945      |
| „YMS-70”        |             | W zatoce Leyte, Filipiny               | 17 października 1944 |
| „YMS-71”        |             | 4°58′N 119°47′E/4,966667 119,783333    | 3 kwietnia 1945      |
| „YMS-84”        |             | w pobliżu Balikpapan, Borneo           | 9 lipca 1945         |
| „YMS-98”        |             | w pobliżu Okinawy                      | 16 września 1945     |
| „YMS-103”       |             | 26°13′N 127°54′E/26,216667 127,900000  | 8 kwietnia 1945      |
| „YMS-127”       |             | Aleuty                                 | 10 stycznia 1944     |
| „YMS-133”       |             | w pobliżu Wybrzeża Oregonu             | 21 lutego 1943       |
| „YMS-304”       |             | w pobliżu Północnej Francji            | 30 lipca 1944        |
| „YMS-341”       |             | w pobliżu Okinawy                      | 16 września 1945     |
| „YMS-350”       |             | w pobliżu Cherbourga                   | 2 lipca 1944         |
| „YMS-365”       |             | 1°18′S 116°50′E/-1,300000 116,833333   | 26 czerwca 1945      |
| „YMS-378”       |             | 49°33′N 1°13′W/49,550000 -1,216667     | 30 lipca 1944        |
| „YMS-385”       |             | w pobliżu Ulithi, Karoliny             | 1 października 1944  |
| „YMS-409”       |             | w pobliżu atlantyckiego wybrzeża USA   | 12 września 1944     |
| „YMS-421”       |             | w pobliżu Okinawy                      | 16 września 1945     |
| „YMS-472”       |             | w pobliżu Okinawy                      | 16 września 1945     |
| „YMS-481”       |             | w pobliżu Tarakan, Borneo              | 2 maja 1945          |
| „YO-41”         |             | Filipiny                               | 1942                 |
| „YO-42”         |             | Filipiny                               | 1942                 |
| „YO-64”         |             | Filipiny                               | Styczeń 1942         |
| „YO-156”        |             | W Sitka, Alaska                        | Maj 1945             |
| „YO-157”        |             | W Sitka, Alaska                        | Maj 1945             |
| „YO-159”        |             | w pobliżu Nowych Hebrydów              | 14 stycznia 1944     |
| „YPD-22”        |             | Filipiny                               | 1942                 |
| „YPK-6”         |             | Filipiny                               | 1942                 |
| „YPK-7”         |             | Filipiny                               | 1942                 |
| „YR-43”         |             | Zatoka Alaska                          | 28 marca 1945        |
| „YRC-4”         |             | Filipiny                               | 1942                 |
| „YSP-41”        |             | Filipiny                               | 1942                 |
| „YSP-42”        |             | Filipiny                               | 1942                 |
| „YSP-43”        |             | Filipiny                               | 1942                 |
| „YSP-44”        |             | Filipiny                               | 1942                 |
| „YSP-45”        |             | Filipiny                               | 1942                 |
| „YSP-46”        |             | Filipiny                               | 1942                 |
| „YSP-47”        |             | Filipiny                               | 1942                 |
| „YSP-48”        |             | Filipiny                               | 1942                 |
| „YSP-49”        |             | Filipiny                               | 1942                 |
| „YSP-50”        |             | Filipiny                               | 1942                 |
| „YSR-2”         |             | Filipiny                               | 1942                 |
| „Banaag”        |             | Filipiny                               | 1942                 |
| „Iona”          |             | Filipiny                               | 1942                 |
| „Mercedes”      |             | Filipiny                               | 1942                 |
| „Vaga”          |             | Corregidor, Filipiny                   | 5 maja 1942          |
| „YT-198”        |             | w pobliżu Anzio, Włochy                | 18 lutego 1944       |
| „YT-247”        |             | 14°14′N 158°59′W/14,233333 -158,983333 | 5 kwietnia 1944      |
| „Shahaka”       |             | 27°21′N 136°29′W/27,350000 -136,483333 | 9 maja 1944          |
| „YTM-467”       |             | Wyspy Marshalla lub Gilberta           | Marzec 1944          |
| „YW-50”         |             | Guam                                   | 1942                 |
| „YW-54”         |             | Filipiny                               | 1942                 |
| „YW-55”         |             | Guam                                   | 1942                 |
| „YW-58”         |             | Guam                                   | 1942                 |

## Okręty transportowe
| Nazwa             | Lokalizacja | Lokalizacja                            | Data             |
| ----------------- | ----------- | -------------------------------------- | ---------------- |
| „Aludra” (AK-72)  |             | 11°26′S 162°00′E/-11,433333 162,000000 | 23 czerwca 1943  |
| „Deimos” (AK-78)  |             | 11°26′S 162°00′E/-11,433333 162,000000 | 23 czerwca 1943  |
| „Pollux” (AKS-2)  |             | w pobliżu wybrzeży Nowej Fundlandii    | 18 lutego 1942   |
| „Serpens” (AK-97) |             | Guadalcanal, Archipelag Salomona       | 29 stycznia 1945 |

## Jednostki pomocnicze
| Nazwa           | Lokalizacja | Lokalizacja                          | Data                 |
| --------------- | ----------- | ------------------------------------ | -------------------- |
| „Ailanthus”     |             | Aleuty                               | 26 lutego 1944       |
| „Asphalt”       |             | Saipan                               | 6 października 1944  |
| „Atik”          |             | 36°N 70°W/36,000000 -70,000000       | 26 marca 1942        |
| „Canopus”       |             | Bataan, Filipiny                     | 10 kwietnia 1942     |
| „Cythera”       |             | w pobliżu atlantyckiego wybrzeża USA | Maj 1942             |
| „Extractor”     |             | na Marianach                         | 24 stycznia 1945     |
| „Macaw”         |             | w Midway Channel                     | 12 lutego 1944       |
| „Moonstone”     |             | w pobliżu Delaware Capes             | 16 października 1943 |
| „Mount Hood”    |             | Manus, Wyspy Admiralicji             | 10 listopada 1944    |
| „Muskeget”      |             | Północny Atlantyk                    | Wrzesień 1942        |
| „Niagara”       |             | Archipelag Salomona                  | 23 maja 1943         |
| „Pigeon”        |             | Corregidor, Filipiny                 | 3 maja 1942          |
| „Pontiac”       |             | w pobliżu Halifaksu, Nowa Szkocja    | 30 stycznia 1945     |
| „Porcupine”     |             | Mindoro, Filipiny                    | 30 grudnia 1944      |
| „Redwing”       |             | 37°22′N 9°55′E/37,366667 9,916667    | 28 czerwca 1943      |
| „Rescuer”       |             | Aleuty                               | 1 stycznia 1943      |
| „Robert Barnes” |             | Guam                                 | Grudzień 1941        |
| „Ronaki”        |             | w pobliżu Wschodniej Australii       | 18 czerwca 1943      |
| „Utah”          |             | Pearl Harbor                         | 7 grudnia 1941       |
| ex-„Fisheries”  |             | Corregidor, Filipiny                 | 5 maja 1942          |
| ex-„Maryann”    |             | Corregidor, Filipiny                 | 5 maja 1942          |
| ex-„Perry”      |             | Corregidor, Filipiny                 | 5 maja 1942          |
| „DCH-1”         |             | W drodze do Pearl Harbor             | 8 grudnia 1941       |
| „APD-13”        |             | w pobliżu Okinawy                    | 16 września 1945     |